# Historiologia
La historiologia o teoria de la història és una disciplina sobre la mateixa descripció dels fets històrics i el tipus d'anàlisi científics generals necessaris per explicar els fets.
S'ha de tenir molt present que una teoria de la història, o historiologia, no tracta d'explicar per què van succeir certs Esdeveniments històrics concrets de caràcter episòdic o anecdòtic, ni tracta de fer prediccions a mitjà termini sobre els esdeveniments futurs concrets, sinó que té l'objectiu molt més modest d'estudiar quin és el mètode del procés d'investigació de la ciència històrica i d'identificar simplement patrons regulars i causes generals dels processos històrics, especialment a llarg termini.
El mètode històric, que intenta ser el mètode científic per a la Història, comprèn les tècniques i les directrius per les quals els historiadors utilitzen fonts primàries i altres proves a la investigació i després ho traslladen a l'escriure de la història. La qüestió de la naturalesa del fet dona la possibilitat que l'estudi sobre el bon mètode històric es plantegi més en la filosofia de la història, com una qüestió de l'epistemologia.

## Història, historiologia i historiografia
En l'estudi dels fets i fenòmens històrics és convenient distingir clarament entre:
- La historiografia és el conjunt de tècniques mètodes proposats per descriure els fets esdevinguts i registrats. La correcta praxi de la historiografia requereix l'ús correcte del mètode històric.
- La historiologia que és el conjunt d'explicacions, mètodes i teories sobre com, per què i en quina mesura es donen cert tipus de fets històrics generals, processos i tendències sociopolítiques en determinats llocs i no en altres.
- La història en si mateixa o conjunt de fets realment esdevinguts, d'abast suficientment geogràfic i social prou amplis com per servir de base a la comprensió dels fets posteriors.

### Historiologia i teories historiológicas
Tant el materialisme cultural de Marvin Harris com el materialisme històric de Karl Marx són més de teories dels sistemes socials existents, autèntiques teories sobre els processos generals que condicionen els esdeveniments històrics.
D'acord amb les propostes materialistes, després de la majoria de canvis socials d'importància existeixen causes materials, pràctiques o econòmiques. Dins de les causes materials podem distingir per exemple:
- 'Causes tecnològiques'. A vegades el desenvolupament d'una nova tecnologia comporta canvis al mode de producció que fan que el treball reorganitzar de forma lleugerament diferent, desencadenant això una cadena causal d'esdeveniments que comporta canvis socials. Per exemple la importància del sector terciari i els serveis basats en la informació i al coneixement, va eliminar l'avantatge comparatiu d'una major força física en el treball i afavorir la incorporació massiva de la dona al treball assalariat.
- 'Causes climàtiques'. Altres vegades els canvis climàtics han afectat la producció en el sector primari o agropecuari, provocant alteracions de preus, canvis en la producció, fenòmens de redistribució de la riquesa, que són susceptibles de desencadenar cadenes causals que afavoreixin o desafavoreixin cert tipus d'activitats econòmiques. Així l'augment de temperatures a Europa a partir del segle viii milloraria les condicions de navegació a l'Atlàntic nord, disminuir el temps de maduració de les collites al nord d'Europa, factors que van influir positivament en l'augment de població d'Escandinàvia i l'expansió vikinga cap al sud d'Europa i Amèrica.
- 'Esgotament ecològic'. El deteriorament de la productivitat del sòl i l'esgotament ecològic ha estat citat amb freqüència com a factor influent des de l'antiguitat. Així se cita que el sistema d'irrigació usat en Mesopotàmia salinitzats la terra en excés, provocant a la caiguda de la productivitat de la terra per al blat i l'ordi, se cita el col·lapse més o menys abrupte de l'Illa de Pasqua per culpa de la desforestació i es pressuposa que l'erosió excessiva del terreny va poder haver provocat escassetats d'aliment entre els Cultura maia, que amb els consegüents conflictes socials van poder provocar el col·lapse de la Període clàssic mesoamericà.

### Historiografia i mètode històric
La historiografia és el conjunt de tècniques mètodes proposats per descriure els fets esdevinguts i registrats. La correcta praxi de la historiografia requereix l'ús correcte del mètode històric, que a grans trets comprèn el seguiment de tres procediments:
1. Heurística, o recerca de les fonts. Consisteix en propparenta tota la informació disponible. Han de recopilar documents, informes, articles periodístics, fotografies, llegir el que s'hagi escrit sobre el tema ... En aquesta etapa afloren les primeres dificultats en forma de contradiccions en les fonts, que poden classificar com primàries o secundàries segons la seva proximitat als fets. Això fa necessària la segona fase per tal d'arribar a la veritat prescindint de tot judici subjectiu.
2. Crítica, on s'avalua la validesa o no de les versions contradictòries. És la fase més complexa.
3. Síntesi, en què s'encasta les dades i les informacions perquè quadrin en el marc general en què se situa l'investigat, connectant les informacions verificades amb les causes i amb les conseqüències d'aquestes.